# Хави Мартинес
Хавиер „Хави“ Мартѝнес Агинага (на испански: Javier „Javi“ Martínez Aginaga) е испански футболист, който играе за Ал Бида. Роден е на 2 септември 1988 г. в Естела, Навара, Испания.

## Кариера
Атлетик Билбао подписват с Мартинес, когато той е 17-годишен за 6 милиона евро през лятото на 2006 г. от Осасуна, въпреки че футболистът така и не изиграва и една минута за отбора.
Мартинес скоро се превръща в редовен играч още в дебютния си сезон с добрата си игра и двата си гола при победата срещу Депортиво Ла Коруня на 16 декември 2006 г., като отборът му спечели с 2:0. Той завърши сезона с 35 мача и три гола като игра и на финала за Купата на краля.
През лятото на 2009 г. спекулациите свързваха Мартинес с Ливърпул, като заместник на свързания с Реал Мадрид Шаби Алонсо, но слуховете в крайна сметка не се оказаха верни. Следващият сезон той игра още повече – 46 официални мачове, девет гола, като вкара шест пъти в лигата, което му е рекорд. Този сезон Атлетик за малко не играха клалификации за Лига Европа.
През сезон 2011-12 под ръководството на новия мениджър Марсело Биелса Мартинес започва редовно се използва за централен защитник. След добри игри за баските, които достигат финал в Лига Европа, Хави преминава в Байерн Мюнхен и подписва 5-годишен договор.

## Кариера в националния отбор
На 19-годишна възраст Мартинес започва да играе за националния отбор на Испания под-21 г., представляващи нацията на Европейското първенство за юноши провеждащо се в Швеция през 2009.
На 20 май 2010 г., той е избран да играе за мъжкия отбор на Испания на Световното 2010 в Южна Африка от мениджъра Висенте дел Боске. На 29-и Хави направи пълния си дебют като замени играча на Барселона Шави в 81-вата минута на приятелския мач срещу Саудитска Арабия като испанците спечелиха с 3:2 в Инсбрук, Австрия. На 3 юни той игра в друг приятелски мач. Срещу Южна Корея (триумф с 1:0, на същото място) Мартинес игра 80 минути, докато Давид Силва зае мястото му.
Мартинес игра веднъж в последните етапи, заменяйки контузения Шаби Алонсо за последните 20 минути от победата 2:1 срещу Чили на 25 юни, като Испания стана победител в турнира. Хави се завърна в отбора под 21 г. за Европейското в Дания през 2011 като капитан на отбора и поведе отбора си за трета титла в това състезание.

## Отличия

### Клубни
Атлетик Билбао
- Лига Европа: Финалист – 2011/12
- Купата на краля: Финалист – 2008/09, 2011/12
- Суперкупа на Испания: Финалист – 2009

Байерн Мюнхен
- Бундеслига: 2012/13, 2013/14, 2014/15, 2015/2016
- Купа на Германия: 2012/13, 2013/14
- Шампионска лига: 2012/13
- Суперкупа на Европа: 2013
- Световно клубно първенство: 2013
- Суперкупа на Германия: Финалист – 2014

### Национални
Испания
- Световно първенство по футбол: Победител – 2010

Испания под-21
- Европейско първенство по футбол за под-21: Победител – 2011

Испания под-19
- Европейско първенство по футбол за под-19: Победител – 2007

### Индивидуални
- Най-добър млад играч (за Ла Лига) – 2010